# フランチェスコ・ザッパ
フランチェスコ・ザッパ (Francesco Zappa) は、フランク・ザッパによる1984年のアルバムである。1763年から1788年にかけて作曲活動を行なったイタリアの作曲家フランチェスコ・ザッパの室内楽の作品をシンクラヴィアにより演奏した。

## 内容
フランク・ザッパはカリフォルニア大学バークレー校の図書館で偶然この作曲家の作品を発見した。2人のあいだに血縁関係などがあるかどうかは不明である。

## 収録曲
作曲はいずれもフランチェスコ・ザッパ、演奏はフランク・ザッパのシンクラヴィアによる。
- 作品I

1. No.1 第一楽章 アンダンテ ("No. 1 1st Movement: Andante") - 3:32
2. No.1 第二楽章 アレグロ・コン・ブリオ ("No. 1 2nd Movement: Allegro Con Brio") - 1:27
3. No.2 第一楽章 アンダンティーノ ("No. 2 1st Movement: Andantino") - 2:14
4. No.2 第二楽章 メヌエット・グラツィーノ ("No. 2 2nd Movement: Minuetto Grazioso") - 2:04
5. No.3 第一楽章 アンダンティーノ ("No. 3 1st Movement: Andantino") - 1:52
6. No.3 第二楽章 ブレスト ("No. 3 2nd Movement: Presto") - 1:50
7. No.4 第一楽章 アンダンテ ("No. 4 1st Movement: Andante") - 2:20
8. No.4 第二楽章 アレグロ ("No. 4 2nd Movement: Allegro") - 3:04
9. No.5 第二楽章 メヌエット・クラツィオーソ ("No. 5 2nd Movement: Minuetto Grazioso") - 2:29
10. No.6 第一楽章 ラールゴ ("No. 6 1st Movement: Largo") - 2:08
11. No.6 第二楽章 メヌエット ("No. 6 2nd Movement: Minuet") - 2:03

- 作品IV

1. No.1 第一楽章 アンダンティーノ ("No. 1 1st Movement: Andantino") - 2:47
2. No.1 第二楽章 アレグロ・アッサイ ("No. 1 2nd Movement: Allegro Assai") - 2:02
3. No.2 第二楽章 アレグロ・アッサイ ("No. 2 2nd Movement: Allegro Assai") - 1:20
4. No.3 第一楽章 アンダンテ ("No. 3 1st Movement: Andante") - 2:24
5. No.3 第二楽章 テンホ・ディ・メヌエット ("No. 3 2nd Movement: Tempo Di Minuetto") - 2:00
6. No.4 第一楽章 メヌエット ("No. 4 1st Movement: Minuetto") - 2:10